# 浦安ブライトンホテル東京ベイ
浦安ブライトンホテル東京ベイ（うらやすブライトンホテルとうきょうベイ、英称: URAYASU BRIGHTON HOTEL TOKYOBAY）は、ブライトンホテルズが運営する千葉県浦安市美浜にあるシティホテル。開業時の名称は「浦安ブライトンホテル」であったが、開業21周年となる2014年7月11日に「浦安ブライトンホテル東京ベイ」に改称した。
東京ディズニーリゾート (TDR) ・パートナーホテルの一つ。22階の眺望を楽しめるバーやバンケットルーム、屋外の挙式場などを備える。
尚、本ホテルを運営する浦安ブライトンホテルはオリエンタルランド子会社のミリアルリゾートホテルズの子会社（つまりオリエンタルランドの孫会社）であるが、TDRの構成施設ではない。

## 概要
- 所在地：千葉県浦安市美浜1-9
- 開業日：1993年7月
- 運営・経営：株式会社浦安ブライトンホテル（ブライトンホテルズグループ）
- 客室数：189室[1]
- 高さ：82.8m

## 客室
スイートルームが4種 (57〜73m2) 、それ以外の部屋も広さやテイストによって9種 (32〜42m2) と、多岐な選択肢を備えた客室構成となっている。

## 料飲施設
- カシュカシュ - メインダイニング。イタリアンとフレンチをベースにしたオリジナル料理を提供。
- 京懐石・螢 - 懐石料理。
- 味処・ 季布や - 和食。
- 中国料理・ 花閒
- 鉄板焼・ 燔
- メインバー・マートレット - 22階の景色を堪能できるバー。
- シルフ - ロビーラウンジ。
- ブライトンデリ・レーンズ - デリ・洋菓子の売店。JR新浦安駅のアトレ内にも出店。

## その他
- 宿泊者はプールやサウナ、リラクゼーションルームを別途料金で利用できる。
- エステティック関連のさまざまなコースがある。
- ブライダル関連にも力を入れており、結婚式から披露宴までをさまざまなスタイルで対応可能。

## 交通アクセス
- JR新浦安駅からペデストリアンデッキを介して徒歩1分。
- ホテルから東京ディズニーリゾート間は無料送迎バス「東京ディズニーリゾート・パートナーホテル・シャトル」が就航している。

以前は成田空港・羽田空港への空港リムジンバスが発着していたが、地域のホテル増加に伴い、隣接するオリエンタルホテル東京ベイに停留所が統合された。

## 宿泊者特典
ホテルに宿泊した場合、東京ディズニーリゾートに関していくつかの特典を受けることができる。東京ディズニーリゾート・パートナーホテル#宿泊者特典を参照のこと。